# Morbid Tales
Morbid Tales es el primer EP de la banda suiza de metal extremo, Celtic Frost, grabado en octubre de 1984 y publicado al mes siguiente a través de Noise Records en Europa y de Metal Blade Records en los Estados Unidos. El grupo, formado por el guitarrista y vocalista Tom Warrior y el bajista Martin Eric Ain tras la disolución de Hellhammer, tuvo problemas para encontrar un batería, así que ambos optaron por Stephen Priestly, con quien ya habían tocado con anterioridad; aunque tras grabar el EP decidió abandonar el conjunto.
Tras su lanzamiento, obtuvo mejores críticas que las recibidas por Hellhammer, aunque sería con el paso del tiempo cuando fuera reconocida su influencia en varios subgéneros del metal, hasta el punto que la revista Rolling Stone lo seleccionaría como uno de los 100 mejores álbumes de metal de todos los tiempos.

## Trasfondo
Antes de crear Celtic Frost, el guitarrista y vocalista Tom Warrior y el bajista Martin Eric Ain habían formado parte de Hellhammer, una banda que solo estuvo en activo un par de años y nunca llegó a grabar un álbum de larga duración. En mayo de 1984, los dos músicos tomaron la decisión de disolverla debido al poco compromiso del batería Bruce Day, a las ganas de explorar nuevos sonidos y por las malas críticas que había recibido. Con la intención de mantener el contrato que Hellhammer tenía con Noise Records, el dúo envió una carta a su dueño, Karl Ulrich Walterbach, en la que le indicaban la formación de su nuevo proyecto, los títulos de nuevas canciones, su intención de grabar una maqueta y tres discos, y que el artista H.R. Giger había permitido el uso de una de sus obras como portada. Tras leer la misiva, Walterbach contactó con Warrior y le comunicó que realizar una maqueta sería una pérdida de tiempo y en su lugar prefería grabar un EP de seis canciones, así como dos pistas adicionales para el mercado estadounidense.
Uno de los principales problemas fue completar la formación de Celtic Frost con un batería y el primer seleccionado, Isaac Darso —un amigo de ambos músicos— era todavía un principiante y solo permaneció una semana. Ante la cercanía de la fecha de grabación, el dúo tuvo que recurrir a Stephen Priestly, que había sido bajista y percusionista de Hellhammer durante un breve periodo de tiempo. De acuerdo con Warrior, «el hecho de que el mejor batería disponible fuera el mismo que en su día abandonara la que era una de las agrupaciones más extremas para irse de compras con su madre era una broma», además tanto él como Ain tuvieron que ir a casa de Priestly para convencer a sus padres de que le permitieran ir a Berlín Oeste a grabar el EP.

## Grabación
El grupo viajó a Berlín Oeste en una furgoneta Volkswagen alquilada durante el 6 y 7 de octubre de 1984 y tras su llegada a la capital alemana se dirigió a los estudios Caet, donde siete meses antes Hellhammer había grabado Apocalyptic Raids. El productor en esta ocasión fue Horst Müller, quien había ejercido como ingeniero de sonido en el EP de Hellhammer, debido a su experiencia, mientras que los músicos colaboraron como coproductores. El 8 y el 9 de octubre el trío grabó la batería, las guitaras, el bajo y la voz principal, y sería el 10 cuando en palabras de Tom Warrior «Celtic Frost realmente comenzó a existir. Para esto Martin y yo habíamos formado la banda: Para fusionar nuestra pasión por diferentes estilos de música con nuestra adicción a lo extremo y pesado», ya que ese día la cantante de ópera Hertha Ohling, recomendada por Karl-Ulrich Walterbach, puso voz al tema «Return to the Eve». Al día siguiente, el violinista Wolf Bender, un conocido de Müller, participó en la grabación de «Nocturnal Fear» y «Danse Macabre», aunque al igual que con Ohling, el grupo tuvo que tararear las melodías porque ninguno de sus componentes sabía escribir partituras. La grabación del EP y las dos pistas adicionales terminó después de que Müller cantara algunos coros en «Procreation (of the Wicked)» y «Dethroned Emperor» con un distorsionador de voz para hacerla irreconocible y realizar la mezcla.

## Composición

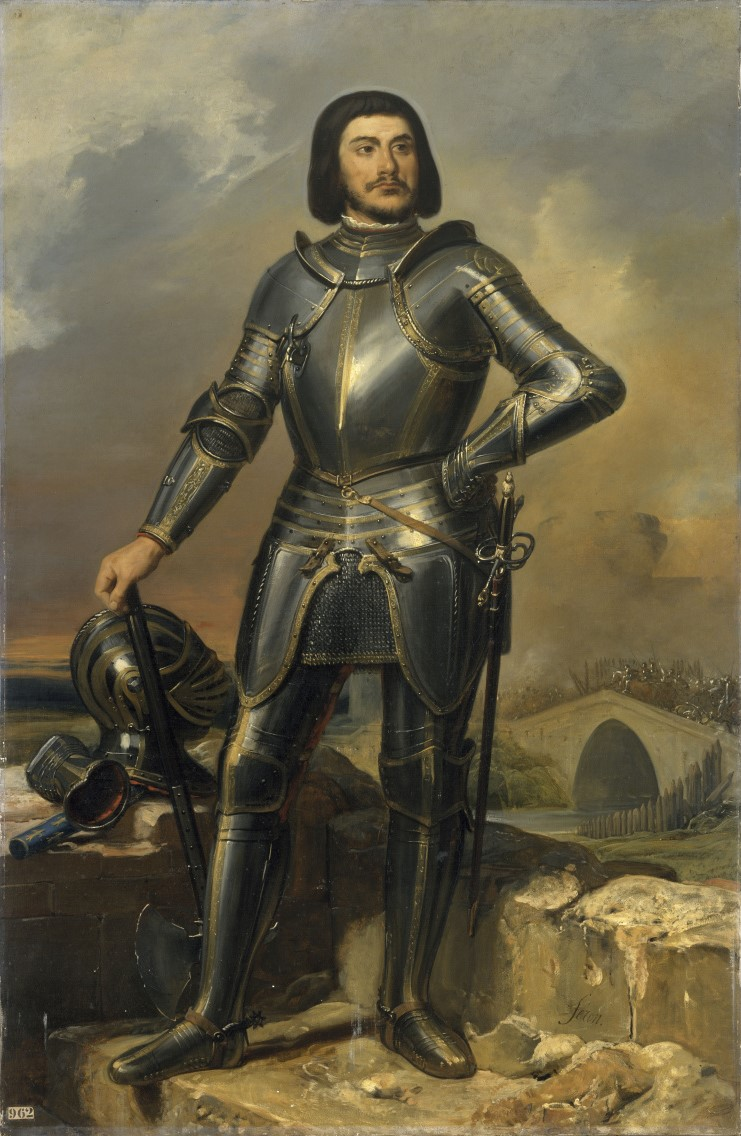
«Into the Crypts of Rays» está inspirada en la vida del noble francés Gilles de Rais.

Al igual que en el trabajo anterior de Hellhammer, Tom Warrior fue el principal compositor, aunque Martin Eric Ain coescribió la mayoría de las letras. El EP comienza con la intro «Human», que de acuerdo con Stephen Priestly «era básicamente Martin y Tom gritando con un montón de reverberación y distorsión». Dentro de la misma pista se encuentra «Into the Crypts of Rays», la cual surgió después de que Ain leyera un libro sobre la relación entre Juana de Arco y Gilles de Rais: «Había leído historias sobre él —sabía que había sido quemado en la hoguera y que había violado y asesinado niños— pero no sabía que era un asesino en serie que sirvió de modelo para Barba Azul». El bajista se lo comentó a Warrior, quien escribió la letra fascinado por la historia: «Amábamos la ironía y el sarcasmo en la vida de Gilles de Rais». «Visions of Mortality» fue la última canción compuesta por Hellhammer y de acuerdo con Warrior «fue la catalizadora de que disolviéramos Hellhammer y fundáramos Celtic Frost. Se la tocamos a Stephen y fue lo que le convenció para darnos una oportunidad», además en su letra el guitarrista expresa su «punto de vista sobre la gente que se esconde tras la religión, los sermones y las misas de los domingos y creen que tienen la mejor explicación cuando en realidad morirán como todos los demás». «Procreation (of the Wicked)», uno de los primeros temas escritos tras la formación de la banda e inspirada en la historia de Caín y Abel, surgió a partir de un riff compuesto por Warrior durante una improvisación con Priestly en uno de los ensayos. La inspiración lírica para «Return to the Eve» provino según el guitarrista de «la angustia adolescente que tenía por una juventud muy difícil, debido a un sentimiento de atrapamiento y mi único escape eran sueños desesperados. Mi juventud fue un infierno. Cuando era niño, dependía totalmente de una madre que básicamente se hundió en la locura. Mi único medio de escape era dar forma a mi propio mundo en ensoñaciones y sueños». «Danse Macabre» fue de acuerdo con el vocalista «diseñada para provocar imágenes en la mente del oyente» y destacó la influencia del grupo Goblin y su trabajo para las películas de Dario Argento. «Nocturnal Fear», la última pista escrita antes de viajar a Berlín Oeste, es la más rápida y violenta del EP y sus letras están inspiradas en los escritos del Necronomicón de H. P. Lovecraft. «Dethroned Emperor» surgió a partir de una canción inacabada de Hellhammer y de cuya letra, Ain remarcó que «puedes interpretarla como si estuviéramos tratando de reclamar nuestro trono». Por su parte, «Morbid Tales», el tema que dio título al EP, está influenciado por una revista pulp que trataba sobre la faraona egipcia Nitocris, la cual era aficionada a la magia negra y la brujería.

## Diseño artístico

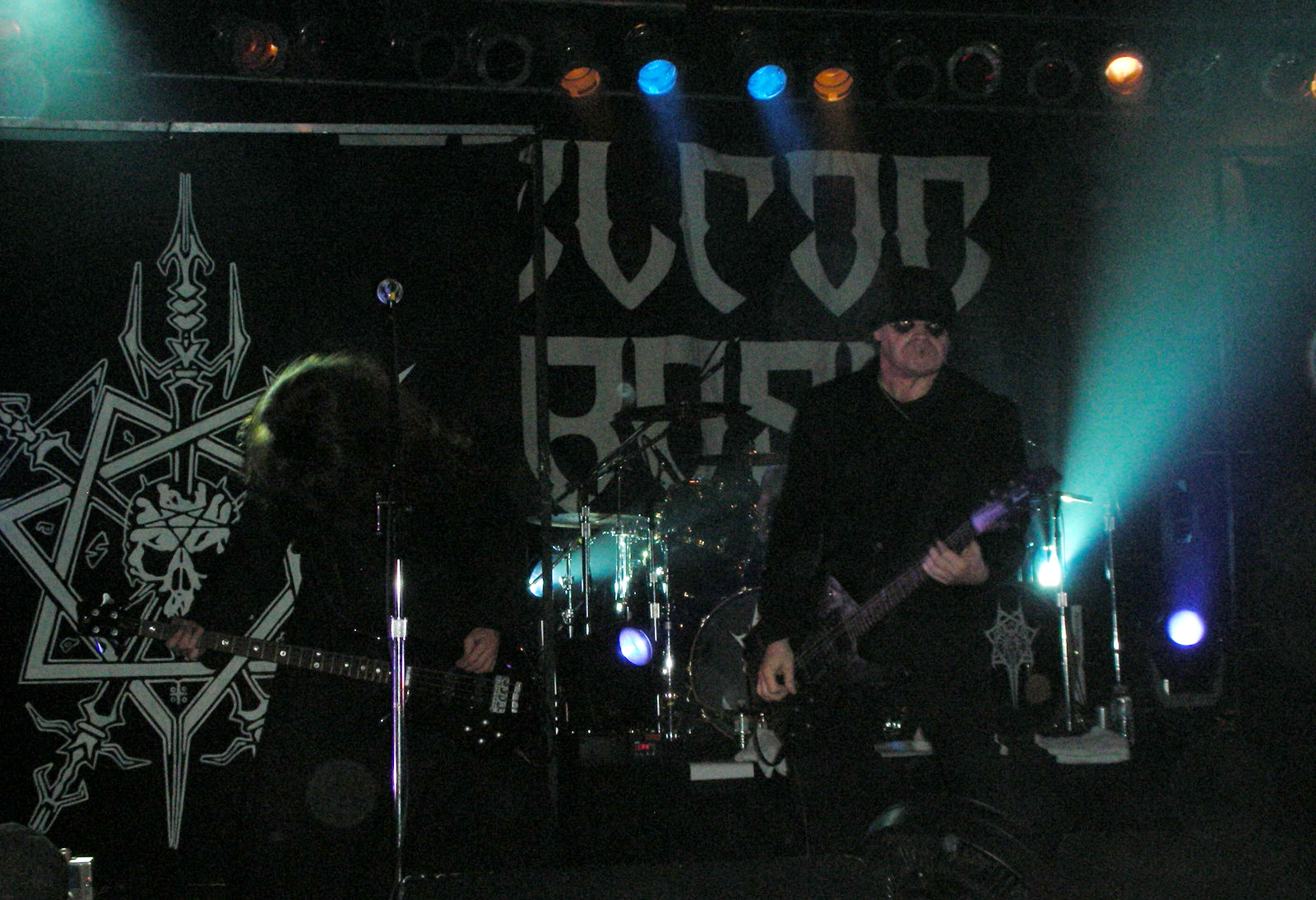
Celtic Frost actuando en 2006. A la izquierda puede apreciarse el heptagrama diseñado por Ain.

La portada muestra el logo de la banda, diseñado por Tom Warrior y un heptagrama creado por Martin Eric Ain y que ya había aparecido en Apocalyptic Raids. El bajista original de Hellhammer, Steve Warrior, también realizó otro logo inspirado en escudos y a pesar de que el guitarrista ya había dibujado uno, su labor aparecería en la contraportada. El EP también incluyó fotografías individuales de los tres músicos en blanco y negro, y cuya selección no fue del agrado de Priestly. A diferencia de sus compañeros, que utilizaron corpse paint y se mostraron más expresivos, el batería estaba rígido y tenía la misma pose en todas las fotos. De acuerdo con Warrior «le pedí a mi novia que posara con él, pero mantenía la misma pose rígida, solo que esta vez con una chica con poca ropa junto a él». Finalmente el vocalista y Ain optaron por seleccionar una fotografía del batería de su etapa en Hellhammer, en la cual aparecía blandiendo un hacha y con su cara completamente tapada por el pelo, sin embargo Priestly odió esta decisión. La primera edición también incluyó un póster con las letras de las canciones y fotos de un ensayo anterior al viaje a Berlín Oeste.

## Lanzamiento
Tras su regreso de Alemania, Ain y Warrior esperaban que el hecho de haber grabado un álbum convenciera a Priestly de permanecer en la banda, aunque este estaba más interesado en el sonido de Journey y Boston y no le gustaba tocar música como la de Morbid Tales. La negativa del músico provocó que sus dos compañeros tuvieran que rechazar hacer una gira por Europa, porque no podían encontrar otro batería.
Noise Records publicó Morbid Tales en Europa en noviembre de 1984 como un EP de seis canciones, a pesar de que el grupo había presionado por incluir «Dethroned Emperor» y «Morbid Tales», ya que en palabras de Warrior, todas ellas formaban «una entidad orgánica». Karl Ulrich Walterbach, propietario de Noise, rechazó la propuesta debido a que tenía algunas dudas y un EP presentaba un riesgo menor, por el contrario, la distribuidora del trabajo en los Estados Unidos, Metal Blade Records, coincidió con la decisión del conjunto e incorporó los dos temas para darle la duración de un álbum de estudio. En 1999, Noise lo reeditó con una portada, un logo y una fotografía de Priestly nuevos, además también añadió las canciones del EP Emperor's Return (1985) grabado con el batería Reed St. Mark. En 2017, la discográfica publicaría una nueva reedición que contó como pistas adicionales cuatro temas grabados durante los ensayos previos al viaje a Berlín.

## Recepción crítica
Tras su lanzamiento, el EP obtuvo originalmente críticas divididas, aunque mejores que las recibidas por los trabajos de Hellhammer. La revista Kerrang! le puso una calificación de «abono» y uno de sus redactores escribió que «estos son los tipos de Hellhammer, pero es la misma mierda». Bernard Doe de Metal Forces fue crítico con la voz de Warrior, aunque destacó a «Visions of Mortality» como la mejor composición del EP. Götz Kühnemund de Rock Hard declaró que «todos sabéis lo que opino de Hellhammer ¡y ahora esto! Producción de primera clase, un mejor trabajo de batería, partes de guitarra más rápidas e incluso me gusta la garganta de Tom Warrior. (...) Celtic Frost son la banda más pesada y extrema de Europa». Por su contra, uno de sus compañeros de publicación sentenció que «¡no dejes que Götz te engañe! ¡Celtic Frost son y serán lo peor, no los últimos! La música, la imagen de la banda son absolutamente NULAS».
Con el paso del tiempo, Morbid Tales recibiría mejores reseñas y algunas publicaciones lo situarían como uno de los mejores trabajos de heavy metal. Eduardo Rivadavia del sitio web Allmusic relató que «sembraría las semillas de la abrumadora influencia de Celtic Frost. Canciones como “Visions of Mortality” y “Morbid Tales” serían analizadas, digeridas y regurgitadas por hordas maníacas de europeos desilusionados» y destacó «la excelente “Procreation (of the Wicked)”, que permanece como un punto culminante de su carrera». Martin Popoff, autor del libro The Top 500 Heavy Metal Albums of All Time remarcó que «extremo en su día, Morbid Tales ahora es realmente accesible, zumbando a una velocidad confortable y estableciéndose como una de las primeras piedras angulares del black metal que ascendería diez años más tarde». Kory Grow de Rolling Stone acreditó que dio «forma al metal extremo de los años venideros» y acentuó que «sus riffs influirían en bandas de death metal como Obituary, mientras que los ritmos galopantes y el áspero sonido de guitarra de “Into the Crypts of Rays” inspiraría a grupos de black metal como Darkthrone. El álbum es divertido, pesado y espeluznante a la vez». Andy O'Connor de Consequence señaló que «enseñó mucho de lo que se convertiría en death y black metal años más tarde: Progresiones de acordes oscuros, atmósfera gótica y tono de guitarra penetrante que no estaba presente en el thrash, el glam o el heavy metal tradicional».

### Legado

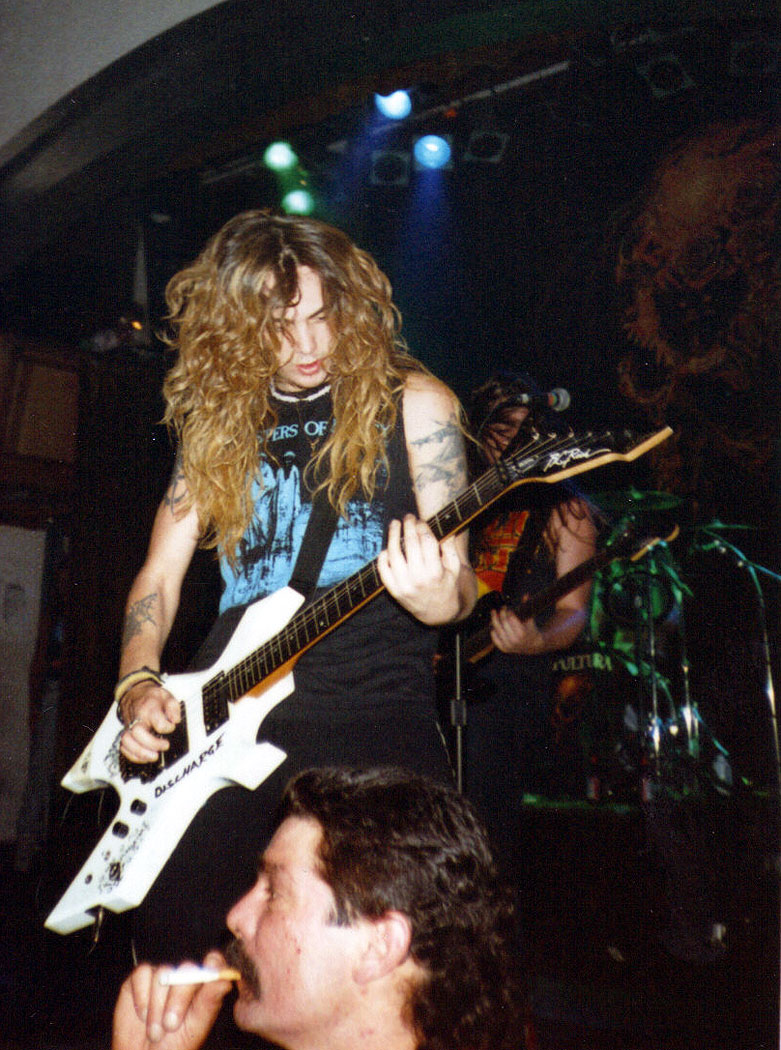
Tom Warrior alabó la versión de Sepultura de «Procreation (of the Wicked)». En la imagen el grupo brasileño en 1989.

Con el paso del tiempo, Morbid Tales recibió el reconocimiento de bandas y artistas posteriores. Fenriz, batería de Darkthrone, lo citó como una inspiración clave para los riffs de su álbum Panzerfaust. Greg Mackintosh, guitarrista de Paradise Lost, lo consideró el disco que cambió su vida: «Cuando lo escuché todavía estaba metido en el punk. Fue una de las grabaciones que me hizo escuchar más metal. Los tonos de guitarra son una locura. Incluso hoy lo escucho y es como, “¡wow!”. Estaban mezclando punk y metal en su música, de una manera diferente pero similar a cómo lo hacía Motörhead». Mark Tremonti, guitarrista de Alter Bridge, lo calificó como uno de sus trabajos favoritos y relató que «era tan diferente y tan oscuro, las progresiones de acordes eran tan amenazantes y simplemente me encantó. Morbid Tales [junto a Emperor's Return] es mi favorito de todos los registros de Celtic Frost. Incluso escuchándolo hoy en día, me encanta». Matt Harvey, guitarrista de Exhumed, declaró que «este álbum se volvió profundamente personal para mí como guitarrista, porque había estado tocando la guitarra durante seis meses y no sonaba realmente como en los discos pero “Into the Crypts of Rays” era algo que sonaba bastante similar al disco cuando la toqué. En poco tiempo me puse a aprender todos sus riffs y a tocar junto al radiocasete». Por su parte, entre los músicos que lo han seleccionado como uno de sus trabajos favoritos se encuentran Alex Aurburn de Cryptopsy, Robb Flynn de Machine Head, Max Cavalera de Sepultura, Carl-Michael Eide de Aura Noir o Grutle Kjellson de Enslaved. Además, dentro de las bandas que han versionado alguno de sus temas se incluyen Mortician, Anthrax, Vader, Benediction, Marduk, Vital Remains, Mayhem, Sepultura, Cradle of Filth, High on Fire, Obituary, Brutal Truth y Metallica. Tom Warrior, sin embargo, fue crítico con las versiones, excepto con la de Sepultura: «La tocaban nota por nota, algo que por lo general no me gusta, pero la hicieron suya. Cuando reformamos Celtic Frost, esa fue nuestra referencia. Pensábamos que si no podíamos tocarla como ellos, no tenía sentido que regresáramos como Celtic Frost».

### Reconocimientos
| Año  | Publicación          | Reconocimiento                                              | Puesto |
| ---- | -------------------- | ----------------------------------------------------------- | ------ |
| 2013 | Decibel              | Los 100 mejores álbumes de black metal de todos los tiempos | 28     |
| 2016 | Rolling Stone        | Los 100 mejores álbumes de metal de todos los tiempos       | 28     |
| 2018 | Consequence of Sound | Los 25 mejores álbumes debut de heavy metal                 | 4      |
| 2019 | Metal Hammer         | Los 50 mejores álbumes de metal de los últimos 50 años      | -      |

## Lista de canciones
Toda la música compuesta por Tom Warrior. Todas las letras escritas por Warrior y Martin Eric Ain excepto donde se indique lo contrario.
Edición europea
| Cara A |                           |         |          |  |
| N.º    | Título                    | Letras  | Duración |  |
| 1.     | «Into the Crypts of Rays» | Warrior | 4:46     |  |
| 2.     | «Visions of Mortality»    |         | 4:49     |  |

| Cara B |                               |          |  |
| N.º    | Título                        | Duración |  |
| 3.     | «Procreation (of the Wicked)» | 4:02     |  |
| 4.     | «Return to the Eve»           | 4:05     |  |
| 5.     | «Danse Macabre»               | 3:51     |  |
| 6.     | «Nocturnal Fear»              | 3:35     |  |
| 24:51  |                               |          |  |

Edición estadounidense
| Cara A |                           |         |          |  |
| N.º    | Título                    | Letras  | Duración |  |
| 1.     | «Into the Crypts of Rays» | Warrior | 3:39     |  |
| 2.     | «Visions of Mortality»    |         | 4:49     |  |
| 3.     | «Dethroned Emperor»       | Warrior | 4:37     |  |
| 4.     | «Morbid Tales»            |         | 3:29     |  |

| Cara B |                               |          |  |
| N.º    | Título                        | Duración |  |
| 5.     | «Procreation (of the Wicked)» | 4:04     |  |
| 6.     | «Return to the Eve»           | 4:07     |  |
| 7.     | «Danse Macabre»               | 3:52     |  |
| 8.     | «Nocturnal Fear»              | 3:36     |  |
| 32:09  |                               |          |  |

| Reedición de 1999 |                               |         |          |  |
| N.º               | Título                        | Letras  | Duración |  |
| 1.                | «Human»                       |         | 0:41     |  |
| 2.                | «Into the Crypts of Rays»     | Warrior | 3:39     |  |
| 3.                | «Visions of Mortality»        |         | 4:49     |  |
| 4.                | «Dethroned Emperor»           | Warrior | 4:37     |  |
| 5.                | «Morbid Tales»                |         | 3:29     |  |
| 6.                | «Procreation (Of the Wicked)» |         | 4:04     |  |
| 7.                | «Return to the Eve»           |         | 4:07     |  |
| 8.                | «Danse Macabre»               |         | 3:51     |  |
| 9.                | «Nocturnal Fear»              |         | 3:36     |  |
| 10.               | «Circle of the Tyrants»       | Warrior | 4:27     |  |
| 11.               | «Visual Aggression»           | Warrior | 4:10     |  |
| 12.               | «Suicidal Winds»              | Warrior | 4:36     |  |
| 50:02             |                               |         |          |  |

| Pistas adicionales de la reedición de 2017 |                                                |          |  |
| N.º                                        | Título                                         | Duración |  |
| 1.                                         | «Human»                                        | 0:41     |  |
| 10.                                        | «Morbid Tales» (1984 Rehearsal)                | 3:41     |  |
| 11.                                        | «Messiah» (1984 Rehearsal)                     | 4:45     |  |
| 12.                                        | «Procreation (of the Wicked)» (1984 Rehearsal) | 4:14     |  |
| 13.                                        | «Nocturnal Fear» (1984 Rehearsal)              | 3:54     |  |

Fuentes: Discogs, Allmusic y Blabbermouth.

## Créditos
| Celtic Frost - Tom Warrior – guitarra, voz y efectos de sonido - Martin Eric Ain – bajo, voz y efectos de sonido Músicos de sesión - Stephen Priestly – batería y percusión - Horst Müller – voces adicionales y efectos de sonido - Hertha Ohling – voz adicional en «Return to the Eve» - Wolf Bender – violín en «Danse Macabre» y «Nocturnal Fear» | Producción - Horst Müller – producción, ingeniería, mezcla y masterización - Tom Warrior y Martin Eric Ain – coproducción - Karl Ulrich Walterbach – producción ejecutiva - Tom Warrior - portada - Burzelbär – fotografía |

Fuente: Discogs.